# Helikasen

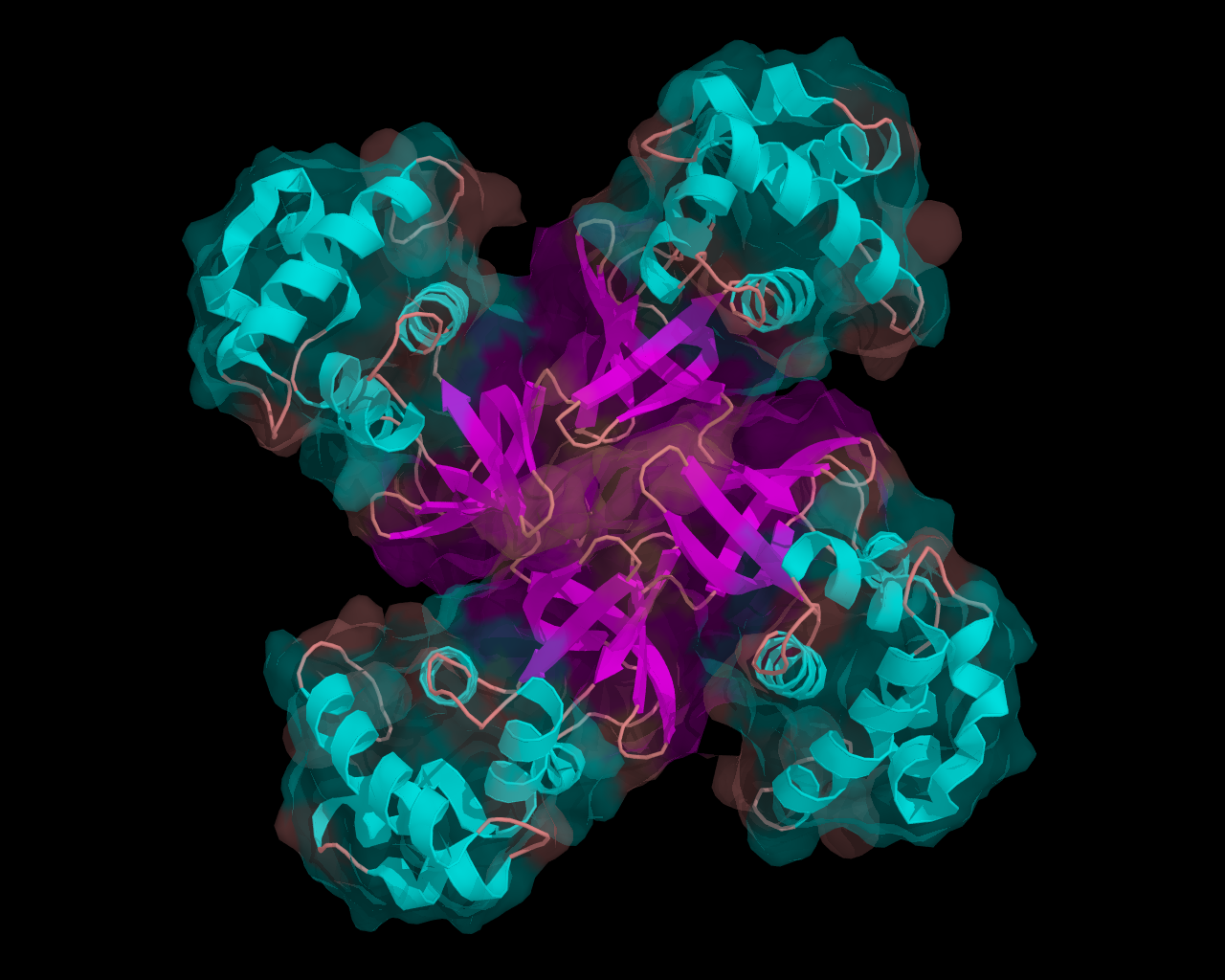
Struktur von E. coli Helikase RuvA

Helikasen sind Enzyme, die in allen Lebewesen und den meisten Viren vorkommen und die die Struktur doppelsträngiger Nukleinsäuren verändern. In der Regel lösen sie die Basenpaarung von doppelten DNA- oder RNA-Strängen auf. Auch Sekundärstrukturen von Nukleinsäuren können Ziel von Helikasen sein. Je nach Substrat wird zwischen DNA- und RNA-Helikasen unterschieden. Sie sind unentbehrlich bei der Replikation, DNA-Reparatur und der Rekombination. Als Entdecker gilt der Heidelberger Hartmut Hoffmann-Berling.

## Funktion
DNA-Helikasen spielen vor allem bei der Replikation des Genoms eine entscheidende Rolle: sie entwinden die DNA-Einzelstränge, bevor sie durch Replikation verdoppelt werden. Der Mcm-Komplex dient Eukaryoten als replikative Helikase. Helikasen eröffnen auch die eukaryotische Transkription, indem sie das Kopieren der DNA zu mRNA durch die RNA-Polymerase vorbereiten.
RNA-Helikasen sind bei fast allen Prozessen im RNA-Stoffwechsel essentiell: der Transkription, dem RNA-Processing (z. B. Splicing oder der Biogenese von ribosomalen Untereinheiten), der Translation und dem RNA-Abbau. Sie benutzen die Energie aus der Hydrolyse der NTPs in der Regel dazu, doppelsträngige Bereiche in der DNA- bzw. RNA-Sekundärstruktur aufzuschmelzen (d. h. die Basenpaarung aufzulösen). Diese Funktion der Enzyme kann in vitro an künstlichen Substraten nachvollzogen werden. Essentiell dafür ist ein für die Gruppe der RNA-Helikasen spezifisches Motiv in ihrer Helikase-Domäne. Aufgrund kleiner Sequenzunterschiede in diesem Motiv werden RNA-Helikasen in verschiedene Familien aufgeteilt, z. B. DEAD-box und DEHxD-box Helikasen.
Darüber hinaus konnte gezeigt werden, dass RNA-Helikasen in einigen Fällen nicht nur RNA-Basenpaarungen entwinden können, sondern auch dazu in der Lage sind, die Interaktion von Proteinen mit der RNA aufzulösen. Man spricht in diesem Zusammenhang von RNP-Remodeling.

## Klassifikation
Helikasen werden aufgrund ihrer Aminosäuresequenz in fünf Superfamilien eingeteilt (SF1-SF5). Es ist davon auszugehen, dass sich in dieser Gruppierung sowohl die evolutionsbiologische Verwandtschaft als auch strukturelle Ähnlichkeiten ausdrücken. Beispiele innerhalb der Familien sind:
- SF1/2: DEAD-Box-RNA-Helikasen wie eIF4A, DEAH-Box-RNA-Helikasen, die mit dem Transkriptionsfaktor IIH assoziierten TFIIH-Helikasen XPB und XPD, sowie weitere eukaryotische, bakterielle und virale Helikasen[3]
- SF3: hauptsächlich Helikasen in kleinen RNA- und DNA-Viren[4]
- SF4: die hexameren dnaB-Proteine in bakteriellen Primosomen[5]

## Medizin
Ein Helikase-Defekt ist die Ursache des Werner-Syndroms.
Neben den Erkrankungen aufgrund der fehlenden oder unzureichenden Aktivität der Helikase kann die Inhibition des Enzyms z. B. bei Herpesviren Grundlage neuer Therapeutika sein (Helikase Primase Inhibitoren).

## Weiterführende Literatur
- James A. Borowiec: DNA Helicases. In: Melvin L. DePamphilis (Hrsg.): DNA replication in eukaryotic cells. CSHL Press, 1996, ISBN 0-87969-459-9, S. 545–574.
- Boriana Martintcheva und Sandra K. Weller: A Tale of Two HSV-1 Helicases: Role of Phage and Animal Virus Helicases in DNA Replication and Recombination. In: Kivie Moldave (Hrsg.): Progress in nucleic acid research and molecular biology 70. Academic Press, 2001, ISBN 0-12-540070-5, S. 78–118.
- C. L. Mandahar: Multiplication of RNA plant viruses. Springer, 2006, ISBN 1-4020-4724-X, S. 151–165.
- Caruthers JM, McKay DB: Helicase structure and mechanism. In: Curr. Opin. Struct. Biol. 12. Jahrgang, Nr. 1, Februar 2002, S. 123–33, PMID 11839499.
- Gorbalenya A.E. and Koonin E.V.: Helicases: amino acid sequence comparisons and structure-function relationships. Curr. Opin. Struct. Biol. 3:419-429(1993). doi:10.1016/S0959-440X(05)80116-2
- Mackintosh SG, Raney KD: DNA unwinding and protein displacement by superfamily 1 and superfamily 2 helicases. In: Nucleic Acids Res. 34. Jahrgang, Nr. 15, 2006, S. 4154–9, doi:10.1093/nar/gkl501, PMID 16935880, PMC 1616963 (freier Volltext).